# Sayyid Al-Qemany
Sayyid Al-Qemany o al-Qimni (in arabo سيد محمد القمني‎?; Beni Suef, 13 marzo 1947 – Il Cairo, 6 febbraio 2022) è stato un islamista egiziano.
Le sue opere sottolineano l'importanza del Pensiero critico ed è un oppositore del Fondamentalismo islamico, sostenendo la scissione tra religione e stato e la tolleranza. Nel 2009, ha vinto il premio del Ministero della Cultura egiziana per il successo nelle scienze sociali, un premio in denaro di 200.000 sterline egiziane (circa $ 36.000). Fu lanciata una campagna giudiziaria e mediatica che chiedeva il ritiro del premio da parte di coloro che sostenevano che Al-Qemany fosse un eretico che ha danneggiato l'Islam e i musulmani con i suoi scritti.

## Pensiero
Al-Qemany vede il Corano come un testo che va oltre le scritture religiose e sostiene che è legittimo studiarlo da una prospettiva storica usando gli stessi strumenti e criteri scientifici impiegati per altre discipline.

## Critica
Al-Qemany ha dato due informazioni contraddittorie per quanto riguarda il suo dottorato, entrambi sono stati criticati dagli intellettuali e dai media egiziani come falsi. Una volta ha affermato di aver conseguito la laurea presso la Southern California University, un'università falsa secondo l'autore del libro "Bears' Guide to Earning Degrees by Distance Learning 2003". Ha anche affermato di aver conseguito la laurea presso la Kuwait University sotto la supervisione del Professor Fouad Zakaria. Non esiste alcuna tesi con il suo nome nella biblioteca della Kuwait University e il Professor Zakaria ha negato di averlo supervisionato.
L'ex Muftī egiziano Nasr Farid Wasilo ha definito la decisione di assegnare ad Al-Qimni il premio "un crimine contro l'identità musulmana egiziana". L'associazione islamica "Jabhat 'Ulama Al-Azhar" ha dichiarato che Al-Qimni "ha bestemmiato apertamente in un modo che non si presta a [qualsiasi altra] interpretazione". Anche la Fratellanza Musulmana egiziana e Al-Gama'at al-Islamiyya hanno attaccato Sayyed Al-Qimni. Dar Al-Ifta, l'organo ufficiale di rilascio delle Fatwā egiziane, guidato dal Capo Muftī, il Dr. Ali Gomaa ha emesso una fatwa affermando:
"I musulmani [credono] all'unanimità che chiunque maledice il profeta o calunnia l'Islam si sposta dall'ovile dell'islam e [dalla comunità] dei musulmani e merita la punizione in questo mondo e il tormento nel mondo a venire. . . Le dichiarazioni [degli scritti di Al-Qimni] citate dalla [persona] che ha richiesto la fatwa sono eretiche, indipendentemente da chi le abbia scritte; rimuovono il loro autore dall'ovile dell'Islam ... e costituiscono [anche] un crimine ai sensi dell'articolo 98 del codice penale [dell'Egitto]. Se queste dichiarazioni depravate, ripugnanti e non valide fossero effettivamente fatte da un individuo specifico, allora questo individuo dovrebbe essere condannato piuttosto che assegnare lui un premio ed essere punito nella misura massima consentita dalla legge..."
Shiekh Youssef Al-Badri lo ha accusato di "destrutturare l'Islam usando eloquenti attacchi ricoperti di zucchero [...] più fatali di Salman Rushdie". Al-Qemany rispose che Badri lo stava accusando di Ateismo. "Gli studiosi islamici non vogliono che il musulmano usi il suo cervello divino! Vogliono un musulmano sottomesso e obbediente che renda conto a loro nei minimi dettagli della sua vita".
I liberali egiziani arrivarono in difesa di Al-Qimni e chiesero al governo di difenderlo dalle accuse di eresia "che equivalgono all'istigazione all'omicidio". Attivisti per i diritti umani, accademici e giornalisti hanno lanciato una petizione di solidarietà nei suoi confronti.

## Opere
- Il religioso e la Democrazia ( Ahl al-Din wal-dimuqratiyah ), 2005.
- Grazie ... Bin Laden !! (Shukran ... bin Laden !!), 2004.
- I gruppi islamici: una visione dall'interno ( al-jama'aat al-Islamiyah ru'yah min al-Dakhil ), 2004.
- Le tradizioni della tribù di Israele ( al-Isra'iliyat ) 2002.
- Tradizioni islamiche ( al-Islamiyat ), 2001.
- Israele: Rivoluzione, Storia, Delusione ( Isra'il, al-Thawrah al-Tarikh al-tadlil ), del 2000.
- La storia della Creazione ( qissat al-Khalq ) 1999.
- L'altra domanda ( al-su'al al-Akhar ), 1998.
- Le guerre di Stato del Profeta ( hurub Dawlat al-Rusul ), 1996.
- La storia sconosciuta del Profeta Abramo ( al-Nabi ibrahim wal-Tarikh al-majhul ), 1996.
- Il Profeta Mosè e gli ultimi giorni di Tel el-Amarna ( al-Nabi Musa wa'akhar Ayyam Tal al-'amarna ), 1987.

## Premi e riconoscimenti
- Egypt State Award of Merit Prize in scienze sociali nel 2009, che è il più alto riconoscimento culturale dell'Egitto